# Eddy Alvarez
Eduardo Cortes (Eddy) Alvarez (Miami, 30 januari 1990) is een Amerikaanse shorttracker en honkballer.
Hij won bij de Olympische Winterspelen 2014 de zilveren medaille op de 5000m relay en tijdens de Olympische Zomerspelen 2020 de zilveren medaille met het Amerikaanse honkbalteam

## Carrière

### Shortrack
Bij de Winterspelen van 2014 won hij met de Amerikaanse ploeg de zilveren medaille. 
Na afloop van de spelen stopte hij het shortrack en ging honkballen.

### Honkbal
Op 11 juni 2014 tekende Alvarez een contract om te gaan spelen bij het minor league team van de Chicago White Sox.
Alvarez werd geselecteerd voor de Amerikaanse honkbalploeg voor de Olympische Zomerspelen 2020. Hij mocht samen met de basketbalster Sue Bird de Amerikaanse vlag dragen tijdens de openingsceremonie.
Met het behalen van de olympische zilveren medaille werd Alvarez de zesde persoon die een medaille won  op zowel de Zomer- als de Winterspelen.